# 張平江
張平江（1902年—1975年1月21日）。四川省廣安縣人。民國37年（1948年）在全國性職婦團體工人婦女當選第一屆立法委員。

## 生平[1]
- 先後就讀岳池縣立女子中學、成都第一女子師範學校、北京女子高等師範學校，並被選為學生自治會主席、北京國立八校聯合會理事
- 中國國民黨上海市黨部婦女部長、西山會議派中國國民黨第二次全國代表大會候補中央執行委員、宋慶齡私人秘書、上海惠平中學校長
- 中國國民黨四川省黨部婦女運動委員會主任委員、四川省臨時參議會參議員、三民主義同志聯合會執委
- 廣安縣女中校長、廣安縣婦女運動委員會理事長
- 曾出席第一屆立法院第一會期內政及地方自治委員會、教育文化委員會、勞工委員會
- 1949年後，先後擔任廣安縣臨時工作委員會副主任、重慶市民主婦女聯合會副主任、中國婦女第三次全國代表大會選舉委員會委員、全國婦女聯合會候補執行委員、政協四川省委員會第三屆常委、政協四川省委員會第一、二、三屆副秘書長、第三屆全國人大代表。民革重慶市分部籌備委員會常務委員、民革成都市臨時籌委會召集人，西南監察委員會召集人，西南監察委員會委員，川東人民行政公署委員[2]，重慶市人民政府委員兼民政局副局長